# Ležiachov
Ležiachov (em húngaro: Lézsa) é um município da Eslováquia, situado no distrito de Martin, na região de Žilina. Tem 4,23 km² de área e sua população em 2018 foi estimada em 152 habitantes.

## Demografia
| Ano:        | 1994 | 2004   | 2014   | 2024   |
| ----------- | ---- | ------ | ------ | ------ |
| Broj ljudi: | 136  | 144    | 158    | 164    |
| Razlika:    |      | +5,88% | +9,72% | +3,79% |

| Ano:               | 2023 | 2024   |
| ------------------ | ---- | ------ |
| Número de pessoas: | 168  | 164    |
| Diferença:         |      | -2,38% |